# Косеч
Косеч (словен. Koseč, итал. Cossis) је насељено место у општини Кобарид, Горишка регија, Словенија.

## Историја
До територијалне реорганизације у Словенији био је у саставу старе општине Толмин.

## Становништво
У попису становништва из 2011. године, Косеч је имао 71 становника.
| Број становника према пописима | Број становника према пописима | Број становника према пописима |
| ------------------------------ | ------------------------------ | ------------------------------ |
| 1991                           | 2002                           | 2011                           |
| 90                             | 68                             | 71                             |

## Галерија
- унутрашњост цркве "Свети Јуст"
- водопад Рочник